# Luciano Giuricin
Luciano Giuricin (Rovinj, 1925. – 2015.), hrvatski novinar i povjesničar iz Rovinja.

## Životopis
Rođen u Rovinju. Među osnivačima mjesnom Centra za povijesna istraživanja. Bio je ugledni novinar. Desetljećima je radio za EDIT, gdje je osnovao dvotjednik Panoramu. Pisao kronike iz Rijeke i Istre za La voce del popolo. Bio je vrlo cijenjen zbog povjesničarskih prinosa na području talijanske nacionalne zajednice. Bio je predsjednik Odjela povijesnih istraživanja u Rijeci. Kao mlad sudionik antifašističkog pokreta. Borac bataljuna Pino Budicin u kojem su bili pripadnici talijanskog naroda. 
U mirovini je od 1979. godine. I nakon umirovljenja u upravnom uredničkom odboru talijanskog uredništva Hrvatskog radija - Radija Rijeke.
Pisao članke za Istarsku enciklopediju LZMK, Istrapediju, zborniku Zavoda za povijesne i društvene znanosti Rijeka, zborniku Gorski kotar, zborniku Karojba i okolica, Pazinskom memorijalu, Quaderni, Dometima i dr.

## Vanjske poveznice
- Istarski
- EDIT[neaktivna poveznica]